# Olesjky Raion
Het Olesjky Raion (voorheen Tsurupynsk Raion) was een van de 18 administratieve raions van het oblast Cherson in het zuiden van Oekraïne. Het administratieve centrum bevond zich in de stad Olesjky. Het raion werd op 18 juli 2020 afgeschaft als onderdeel van de administratieve hervorming van Oekraïne, waardoor het aantal raions van de oblast Cherson werd teruggebracht tot vijf. Het gebied van Oleshky Raion werd samengevoegd met Cherson Raion. De laatste schatting van de raionpopulatie was 70.128 (2020).
In overeenstemming met de wet die namen van communistische oorsprong verbiedt werd in mei 2016 het Tsurupynsk Raion hernoemd naar Olesjky Raion door de Verchovna Rada.